# Bahnhof Secaucus Junction

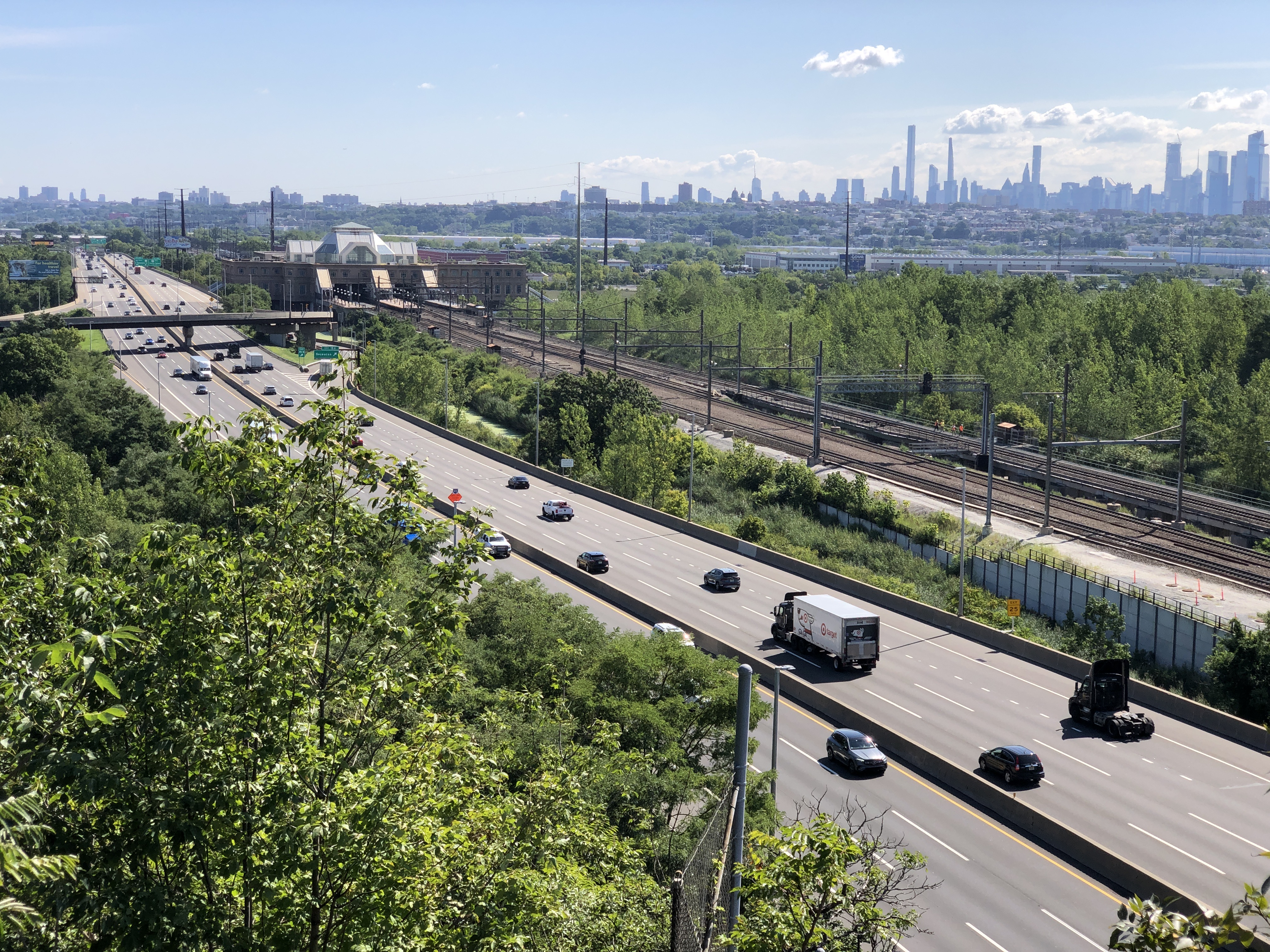
Secaucus Junction und Interstate 95 von Südwesten gesehen

Secaucus Junction ist ein Umsteigebahnhof in Secaucus in New Jersey (USA).

## Geschichte und Beschreibung

Schematische Darstellung der Position von Secaucus Junction bezogen auf wichtige Eisenbahnstrecken

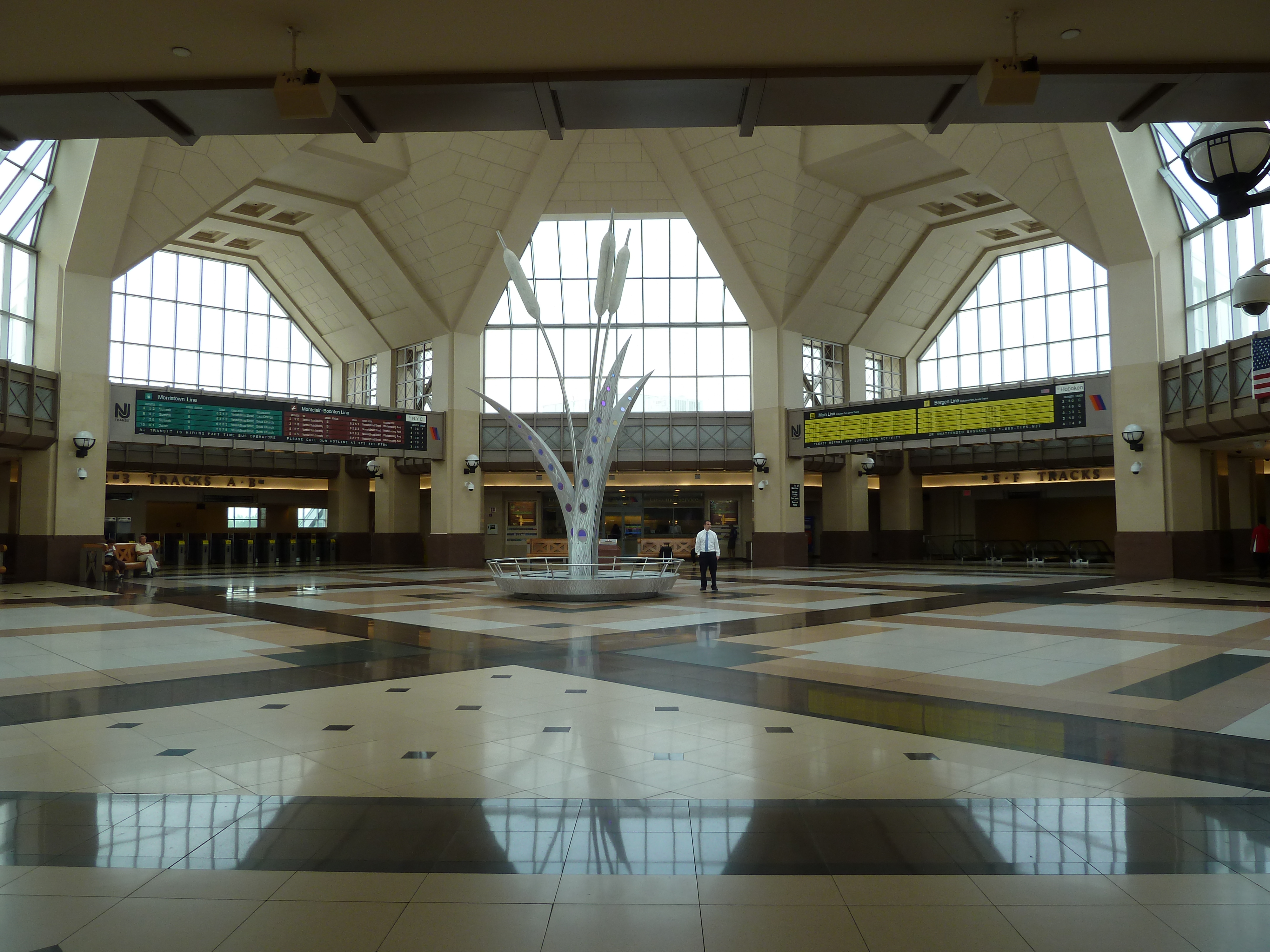
Zentrale Haupthalle

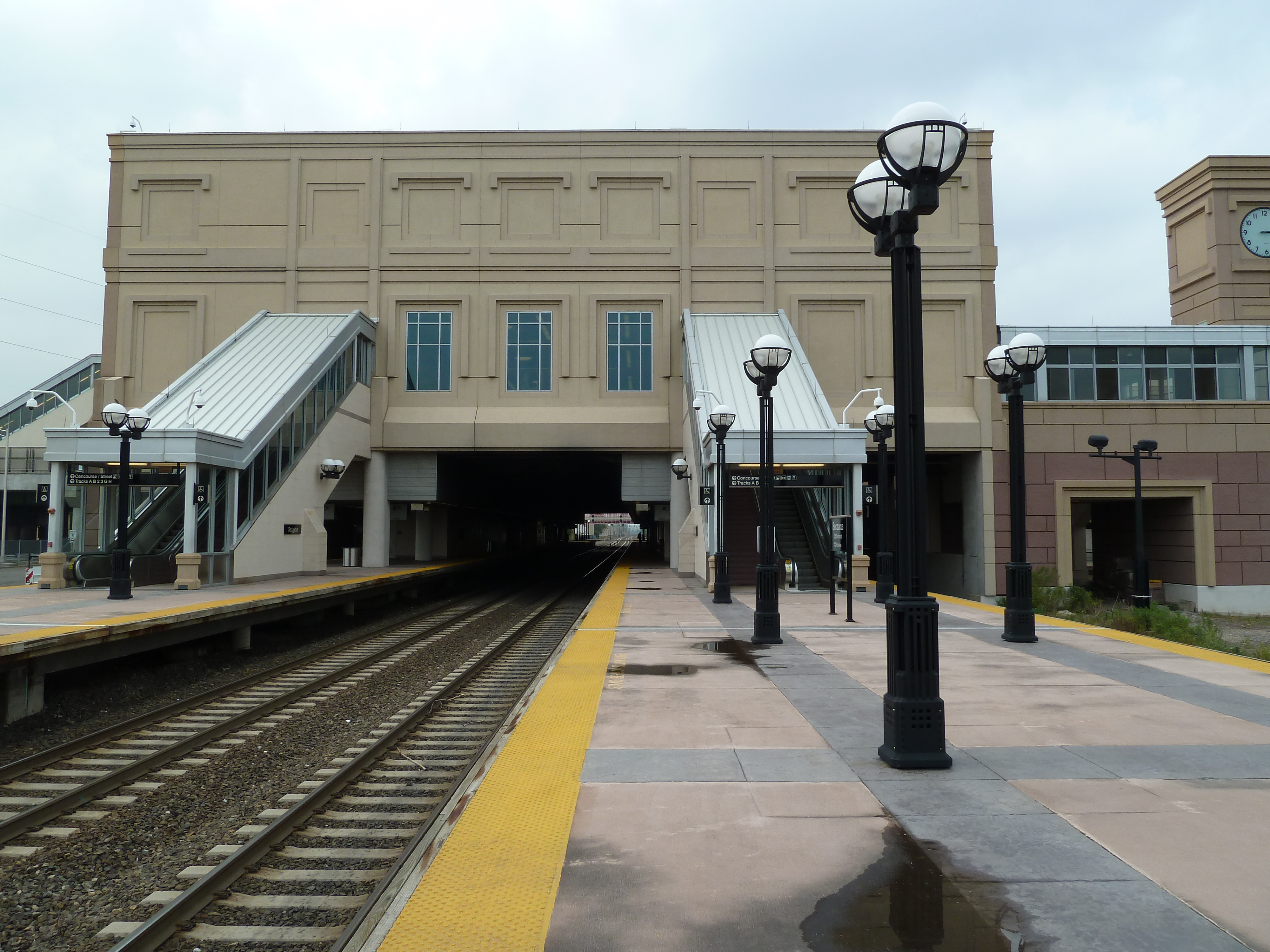
Untere Bahnsteigebene in Secaucus Junction mit Treppen zur oberen Ebene

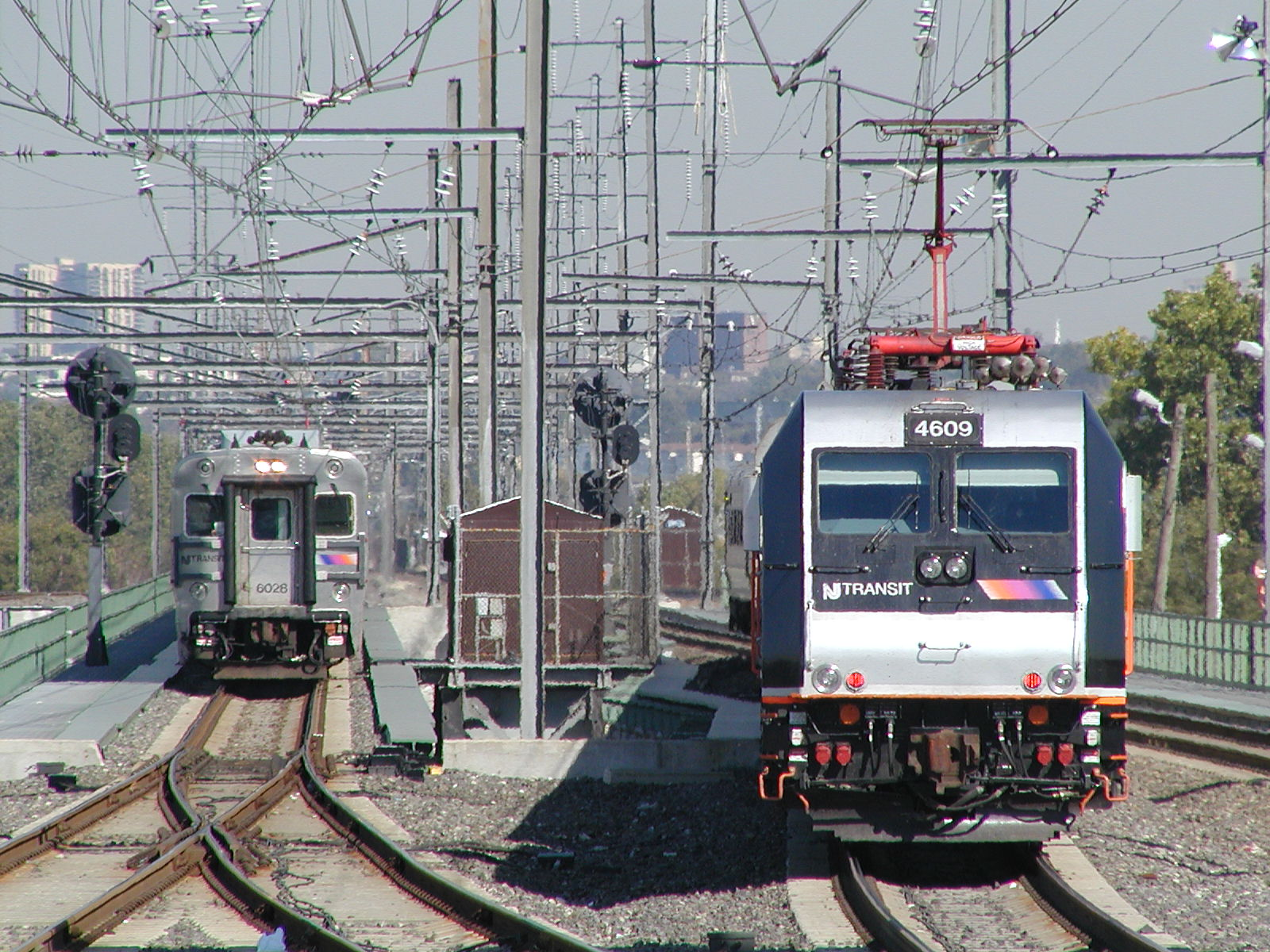
Züge der New Jersey Transit am Nordostkopf der oberen Station (2004)

Der Turmbahnhof wurde am 15. Dezember 2003 eröffnet. Als Frank R. Lautenberg Rail Station at Secaucus Junction ist er dem 2013 verstorbenen Politiker Frank Raleigh Lautenberg gewidmet. Er liegt am südöstlichen Rand der Stadt Secaucus unmittelbar südöstlich der Autobahn Interstate 95.
In Secaucus Junction kreuzen sich mehrere Eisenbahnlinien der New Jersey Transit (NJTransit):
- Die obere Bahnsteigebene wird von der Strecke zwischen den Bahnhöfen Newark Pennsylvania Station und New York Pennsylvania Station bedient, die zum Northeast Corridor gehört. Die elektrifizierte Strecke wird von mehreren Linien der NJTransit und von Amtrak-Zügen benutzt. Die Amtrak-Züge fahren ohne Halt durch den Bahnhof.
- Die untere Bahnsteigebene wird von NJTransit mit den Linien Main Line, Bergen County Line, Pascack Valley Line und Meadowlands Rail Line bedient, die vom Bahnhof Hoboken Terminal in Hoboken (New Jersey) am Ufer des Hudson River gegenüber Manhattans ausgehen. Auf diesen Linien fahren ausschließlich mit Diesellokomotiven bespannte Züge.

Ursprünglich war der Bahnhof als reine Umsteigemöglichkeit für Zugreisende gedacht. Die Fahrgastzahlen blieben jedoch deutlich unter den Erwartungen. Verbessert wurde die Akzeptanz durch den Bau einer Abfahrt vom New Jersey Turnpike im Jahr 2005, eines Parkplatzes 2009 und eines Busterminals 2016.

## Vision: Verlängerung der New Yorker U-Bahn
Im Jahr 2010 beendete New Jerseys Gouverneur Chris Christie das Projekt Access to the Region’s Core (ARC). Im Rahmen von ARC sollten zwei weitere Eisenbahntunnel zwischen New Jersey und New York City gebaut werden, um Kapazitäten für zusätzliche Amtrak- und NJTransit-Züge zur New York Pennsylvania Station zu schaffen. New Yorks Bürgermeister Michael Bloomberg brachte daraufhin eine Verlängerung der U-Bahn-Linie 7 der New Yorker U-Bahn bis Secaucus Junction ins Gespräch. Der ehemalige Vorsitzende der New Yorker Metropolitan Transportation Authority (MTA) Joe Lhota und Angestellte des Madison Square Garden an der New York Pennsylvania Station, die von einer verbesserten Anbindung per Eisenbahn statt U-Bahn profitieren könnte, räumte der Verlängerung keine Aussicht auf Verwirklichung ein.
Im Jahr 2013 veröffentlichte die Stadt New York die Ergebnisse einer von Parsons Brinckerhoff erstellten Machbarkeitsanalyse der Verlängerung.